# Giuseppe Gamba
Giuseppe Gamba, italijanski rimskokatoliški duhovnik, škof in kardinal, * 25. april 1857, San Damiano d'Asti, † 26. december 1929.

## Življenjepis
Leta 1880 je prejel duhovniško posvečenje.
16. decembra 1901 je bil imenovan za škofa Biella; 17. maja 1902 je prejel škofovsko posvečenje.
13. avgusta 1906 je bil imenovan za škofa Novare.
20. decembra 1926 je bil povzdignjen v kardinala, imenovan za nadškofa Torina in za kardinal-duhovnika Santa Maria sopra Minerva.